# Echinosepala balaeniceps
Echinosepala balaeniceps är en orkidéart som först beskrevs av Carlyle August Luer och Robert Louis Dressler, och fick sitt nu gällande namn av Alec M. Pridgeon och Mark W. Chase. Echinosepala balaeniceps ingår i släktet Echinosepala och familjen orkidéer.
Artens utbredningsområde är Panamá. Inga underarter finns listade i Catalogue of Life.